# José Vidal-Beneyto
José Vidal-Beneyto (Carcaixent, Ribera Alta, 26 de juny de 1927 - París, França, 16 de març de 2010) fou un filòsof, sociòleg i politòleg valencià.
Va cursar els estudis de Filosofia i Lletres, Ciències Polítiques, Dret i Sociologia en la Universitat de València i en la Complutense de Madrid, va doctorar-se en Dret en la de Màlaga i va completar els seus estudis en La Sorbona i en la Universitat de Heidelberg.
Va ser un actiu opositor al franquisme, i va participar en la Junta Democràtica i en l'anomenat Contuberni de Múnic.
Catedràtic de Sociologia en la Universitat Complutense de Madrid, Director del Col·legi d'Alts Estudis Europeus Miguel Servet de París i doctor honoris causa, des de 2006, per la Universitat de València. A més, va participar en multitud de programes i projectes internacionals, especialment aquells relacionats amb la comunicació en la seva relació amb la cultura, la integració i la globalització. Entre ells destaca la seva condició de Secretari General de l'Agència Europea per a la Cultura i el Consell Mediterrani de la Cultura, ambdós dependents de la UNESCO. També va treballar en col·laboració amb el Consell d'Europa i com a conseller assessor dels ministeris espanyols d'Educació, i Afers exteriors.
Va ser soci fundador del diari El País, on escrivia habitualment. A més va ser membre de l'Acadèmia Europea de les Arts, les Ciències i les Lletres.
En la seva obra, sobretot centrada en la sociologia de la comunicació de masses i de l'opinió pública, va mantenir sempre una postura crítica sobre temes com la Transició Democràtica en Espanya, la democracia, la corrupción, els mitjans de comunicació de masses i ademes la globalització, sense renunciar mai a exigir i proposar amb entusiasme alternatives a aquests problemes.

## Obres més destacades
- Las Ciencias de la Comunicación en las universidades españolas, (1973)
- Alternativas populares a la comunicación de masas, (1981).
- El País o la referencia dominante (junto a G. Imbert), 1986.
- Las industrias de la lengua, (1991).
- Diario de una ocasión perdida, (1991).
- La Méditerranée: modernité plurielle, (2000).
- Ventana global: ciberespacio, esfera pública mundial y universo mediático, (2002).
- Hacia una sociedad civil global, (2003).
- Poder global y ciudadanía mundial, (2004).
- Derechos humanos y diversidad cultural, (2006).
- Memoria democrática, (2007).